# مخيمات اللاجئين الصحراويين

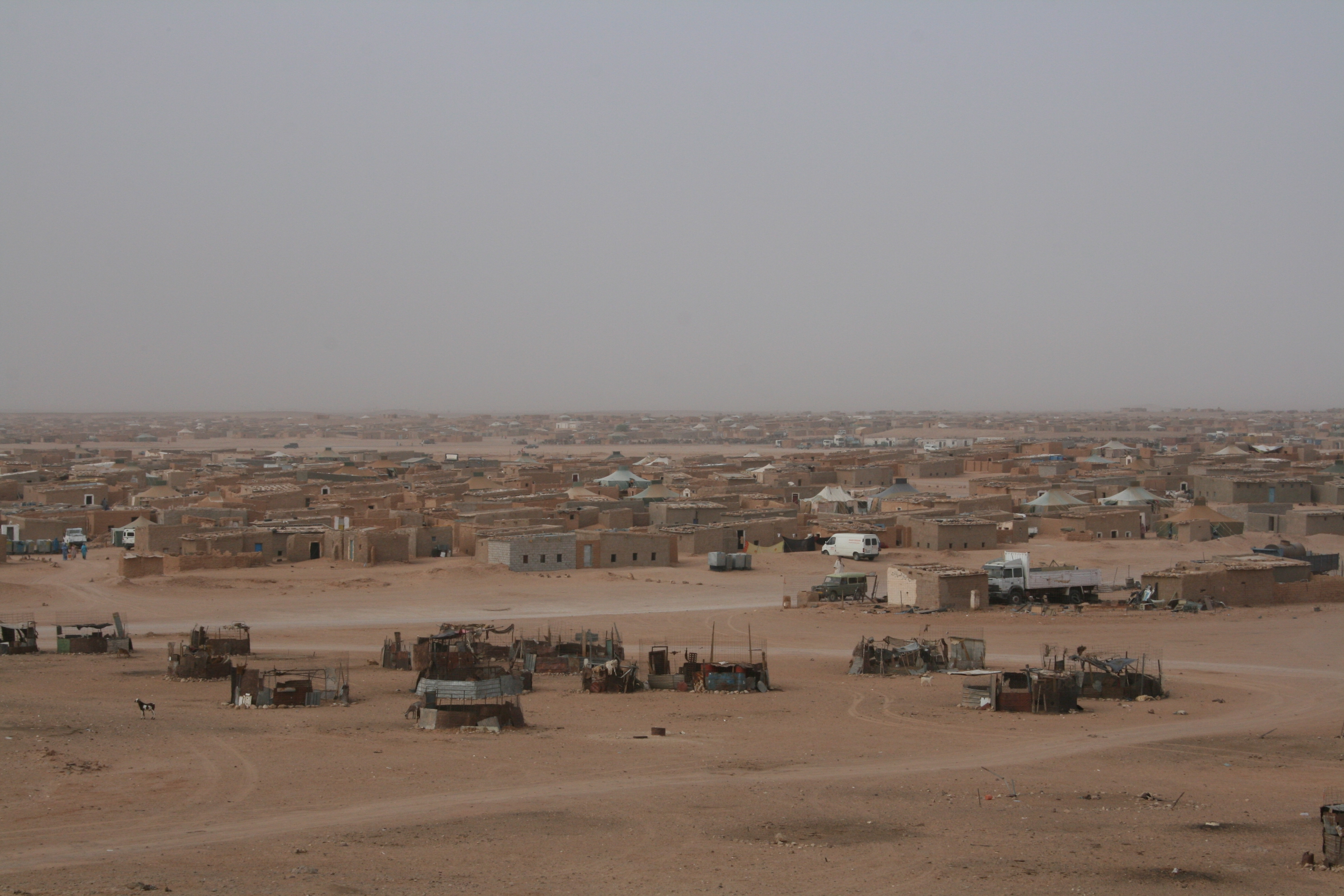
مخيمات اللاجئين الصحراويين

مخيمات اللاجئين الصحراويين في تندوف، بالجزائر، هي مجموعة من مخيمات اللاجئين، أنشأت في ولاية تندوف، الجزائر، عام 1975-76 لإيواء اللاجئين الصحراوين الفارين من الجيش المغربي، التي تقدمت عبر الصحراء الغربية أثناء حرب الصحراء الغربية. لا يزال معظم اللاجئين يعيشون في «المخيمات»، حيث تعتبر حالة اللجوء هذه الأطول في العالم.
الفرص المحدودة للاعتماد على الذات في تلك البيئة الصحراوية القاسية اضطرت اللاجئين للاعتماد على المساعدات الإنسانية، للبقاء على قيد الحياة. ومع ذلك، فمخميات تندوف تختلف عن معظم مخيمات اللاجئين من حيث مستوى التنظيم الذاتي. معظ شؤون وتنظيم الحياة في المخيم يديرها اللاجئون أنفسهم، مع قليل من التدخل الخارجي.
تنقسم المخيمات إلى أربع ولايات سميت كل منها على اسم بلدات في الصحراء الغربية؛ العيون، أوسرد، سمرة والداخلة. بالإضافة إلى المخيم الأصغر التابع، مخيم «27 فبراير»، هناك مدرسة داخلية للبنات، ومخيم ربوني الإداري. تنتشر المخيمات على مساحة كبيرة من المنطقة. بينما تبعد مخيمات العيون، سمرة، أوسرد، 27 فبراير وربوني جميعها ساعة واحدة بالسيارة من مدينة تندوف الجزائرية، إلا أن مخيم الداخلة، يقع على بعد 170 كم إلى الجنوب الشرقي. المخيمات أيضاً هي المقرات الرئيسية للمنطقة السادسة العسكرية الجمهورية العربية الصحراوية الديمقراطية.

## مشكلة الماء
تعيش الأسر المتواجدة داخل مخيمات تندوف، على وقع العديد من الأزمات الحقوقية والاجتماعية والإنسانية خاصة؛ نذرة المياه الصالحة للشرب بسبب غياب البنيات التحتية والمساكن العمرانية الحديثة، وبالتالي الاقتصار على صهاريج مائية متنقلة مخصصة لهذا الغرض؛ وهو الأمر الذي يشتكي منه الساكنة إلى جانب مشاكل أخرى متعلقة بانعدام الأمن، الأمر الذي يخرج الساكنة للاحتجاج وتنظيم وقفات تنديدية تُواجه بالقمع والاعتقال من طرف عسكر البوليساريو.